# Herwig Wolfram
Pour les articles homonymes, voir Wolfram.
Herwig Wolfram, né le 14 février 1934 à Vienne en Autriche, est un historien autrichien spécialiste du Moyen Âge et auteur de nombreux ouvrages de référence, notamment sur le peuple des Goths.
Herwig Wolfram étudia l'histoire et le latin à l'université de Vienne de 1952 à 1957, année où il a obtenu son doctorat. Il devint en 1969, professeur d'histoire médiévale à l'université de Vienne.
Il fut également, de 1983 à 2002, le directeur de l'Institut autrichien de recherches historiques (Institut für Österreichische Geschichtsforschung).

## Ouvrages
- Splendor Imperii, Vienne, 1963.
- Intitulatio I. (Vienne, 1967) et II. (Vienne, 1972).
- Geschichte der Goten. Entwurf einer historischen Ethnographie, C.H. Beck, Édition I (Munich, 1979); Édition II (1980), sous le titre : Die Goten. Von den Anfängen bis zur Mitte des sechsten Jahrhunderts. Versions anglaise, française, italienne et russe (2000/2001).
- Die Goten und ihre Geschichte, C.H.Beck, Munich, 2001 (Beck'sche Reihe Wissen).
- Gotische Studien. Volk und Herrschaft im Frühen Mittelalter. C. H. Beck, Munich, 2005.
- Die Germanen, C.H. Beck, Munich, 1995.
- Das Reich und die Germanen. Zwischen Antike und Mittelalter, Siedler, Berlin, 1990, Siedler Deutsche Geschichte. Traduction anglaise (1997).
- Konrad II. Kaiser dreier Reiche, C. H. Beck, Munich, 2000. Traduction anglaise : PennState Press (2006).
- Plötzlich standen wir vor Attila. Eine Zeitreise ins Hunnenreich, Ueberreuter, Vienne, 2002.
- Österreichische Geschichte 378 - 907: Grenzen und Räume. Geschichte Österreichs vor seiner Entstehung. Ueberreuter, Vienne, 1995.
- Salzburg, Bayerm, Österreich. Die Conversio Bagoariorum et Carantanorum und die Quellen ihrer Zeit (Vienne, 1995).